# Sesbania erubescens
Sesbania erubescens är en ärtväxtart som först beskrevs av George Bentham, och fick sitt nu gällande namn av Nancy Tyson Burbidge. Sesbania erubescens ingår i släktet Sesbania och familjen ärtväxter. Inga underarter finns listade i Catalogue of Life.